# Slovenská pošta
Слова́цька по́шта (словац. Slovenská pošta) — національний оператор поштового зв'язку Словаччини зі штаб-квартирою в Банській Бистриці. Є акціонерним товариством та перебуває в підпорядкуванні уряду Словаччини. Член Всесвітнього поштового союзу.

## Галерея

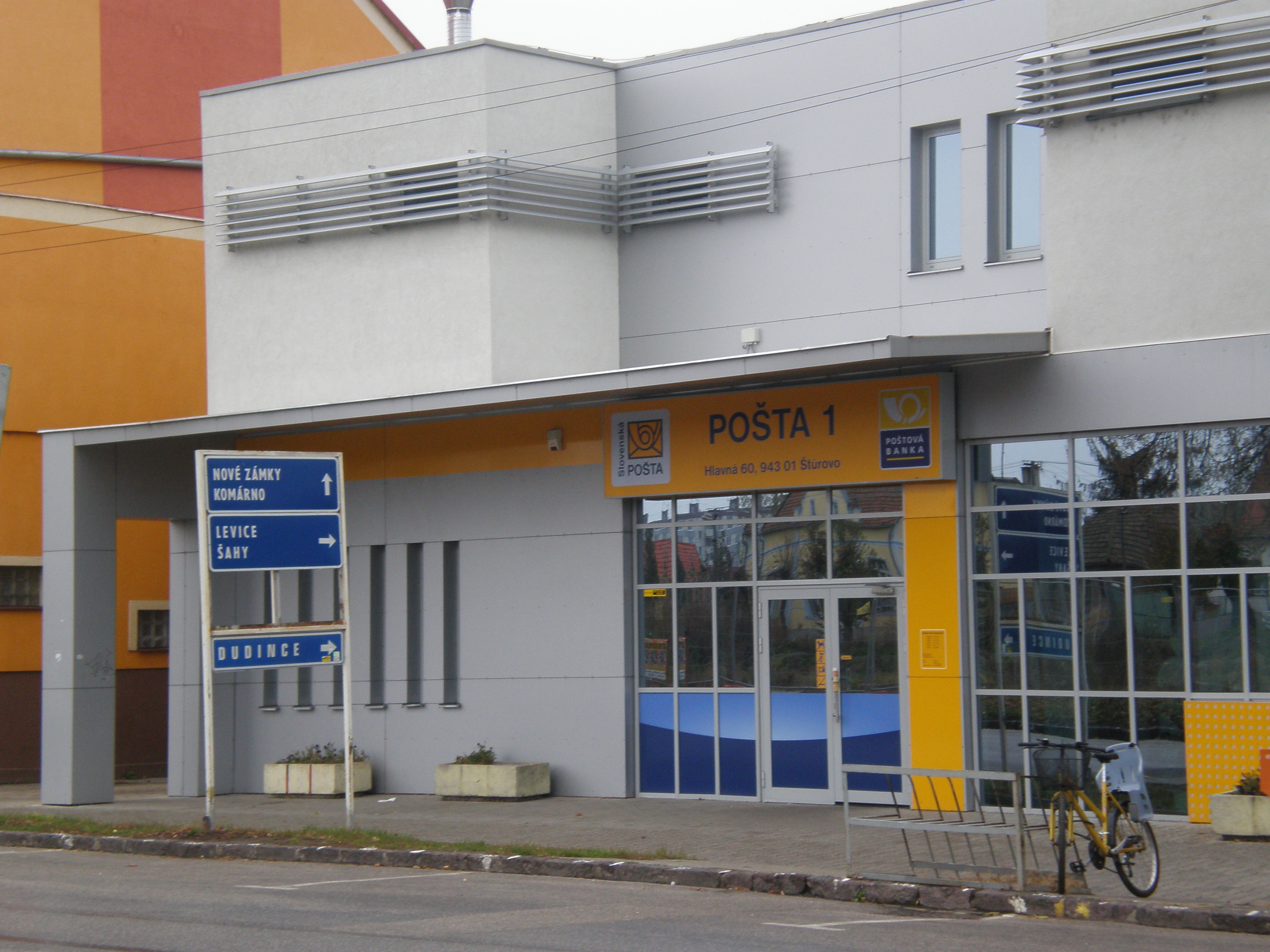
Пошта Štúrovo 1
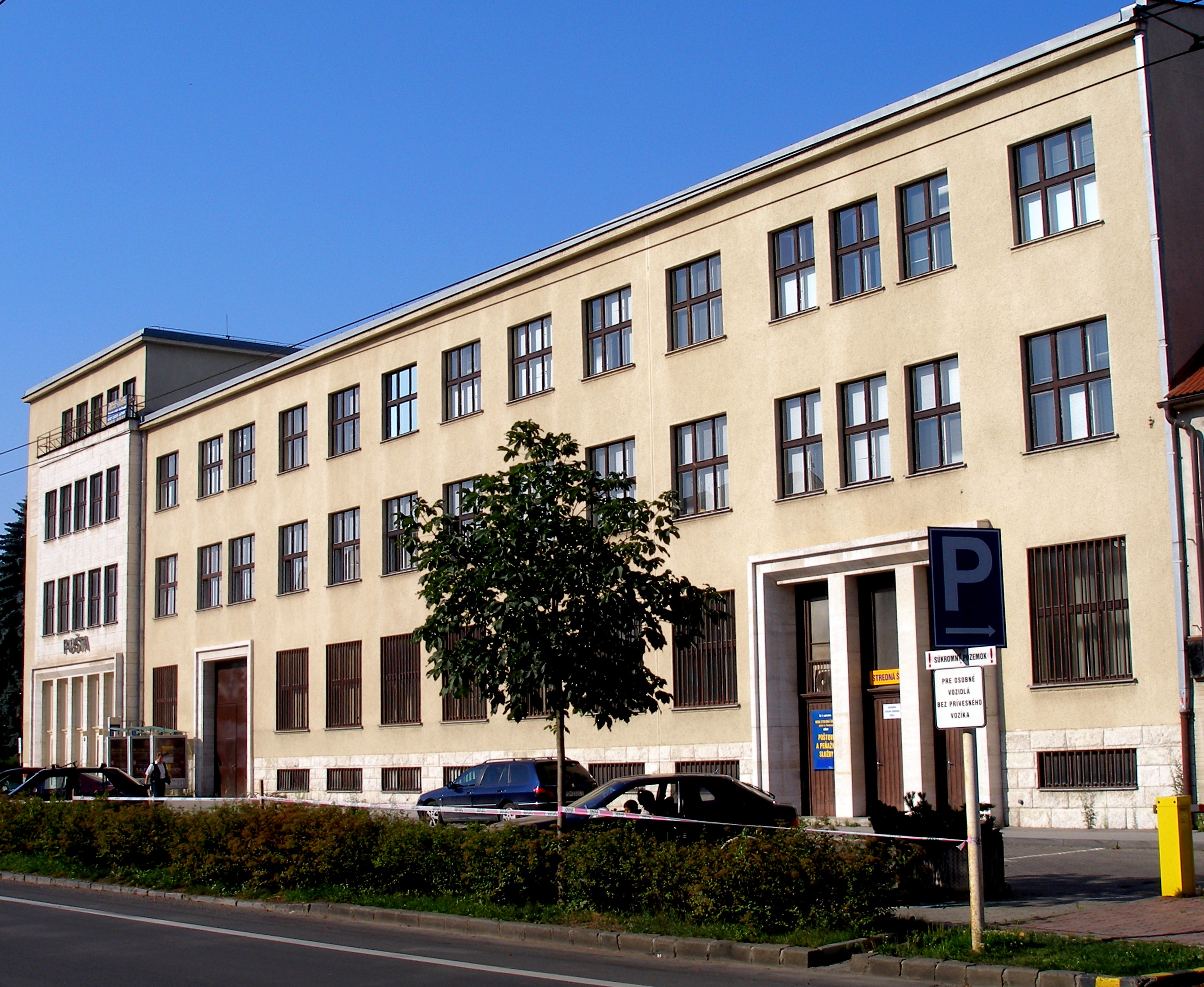
Головпоштамт у Пряшеві
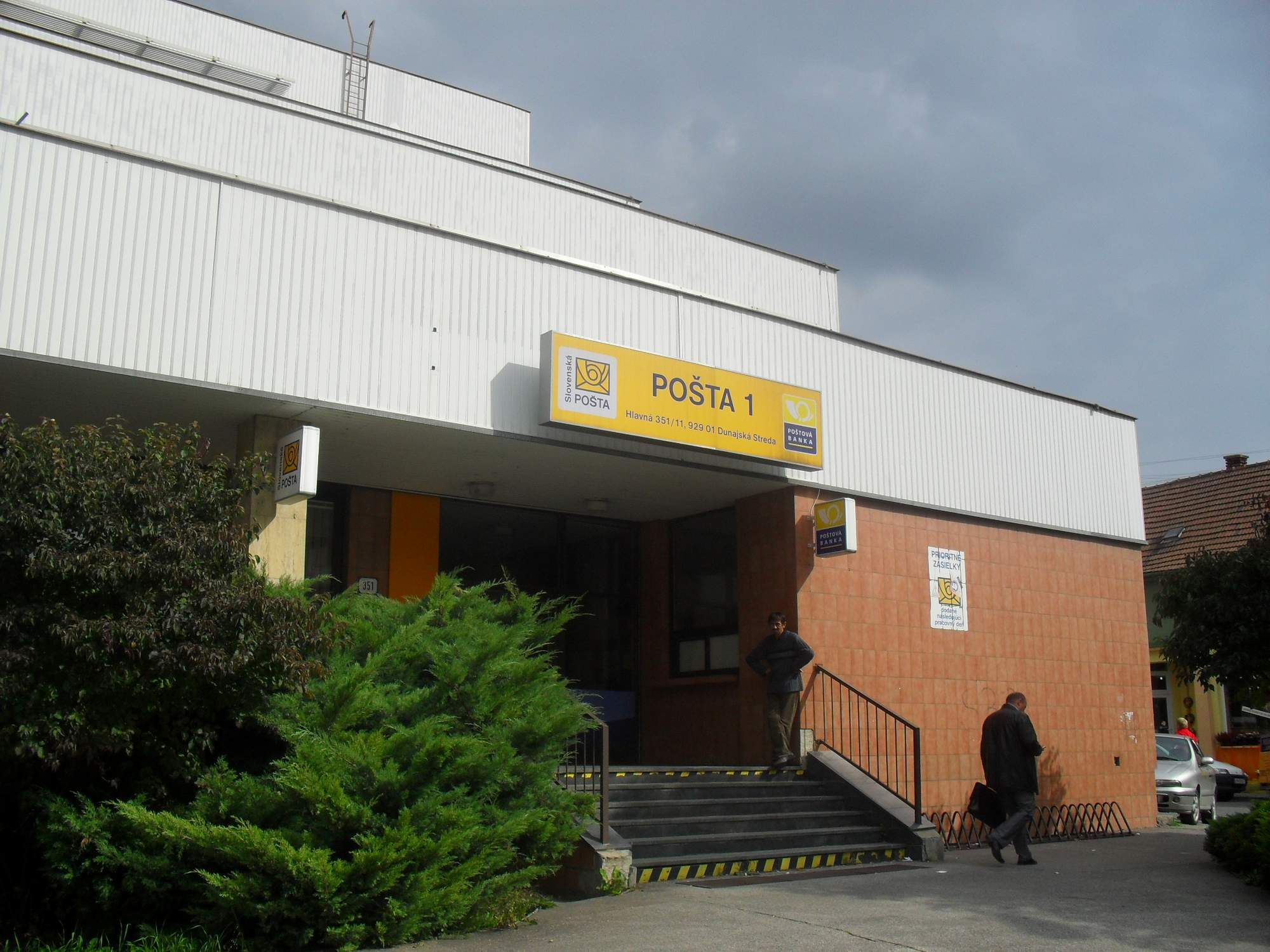
Пошта Dunajská Streda 1
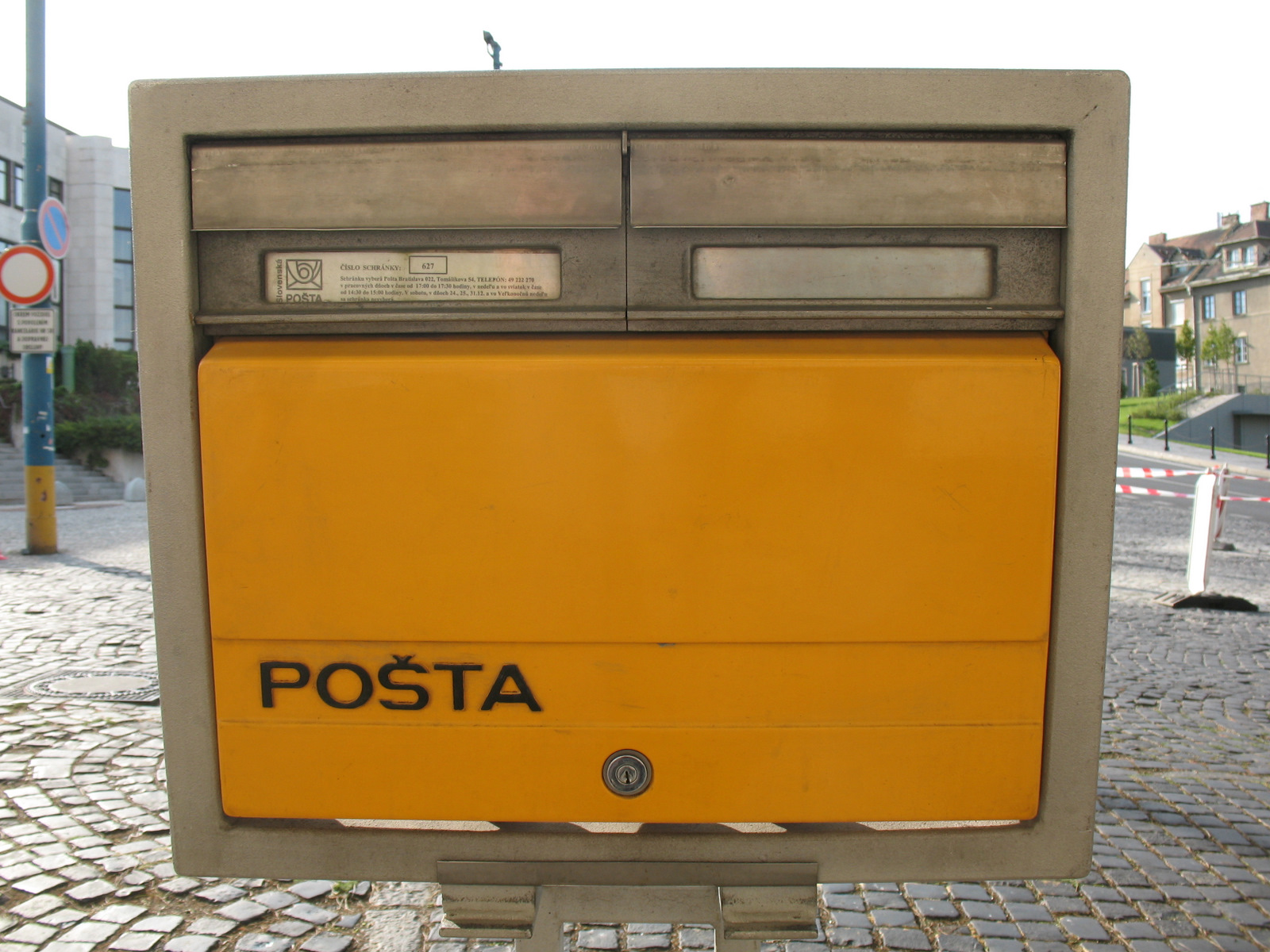
Поштова скринька в Братиславі
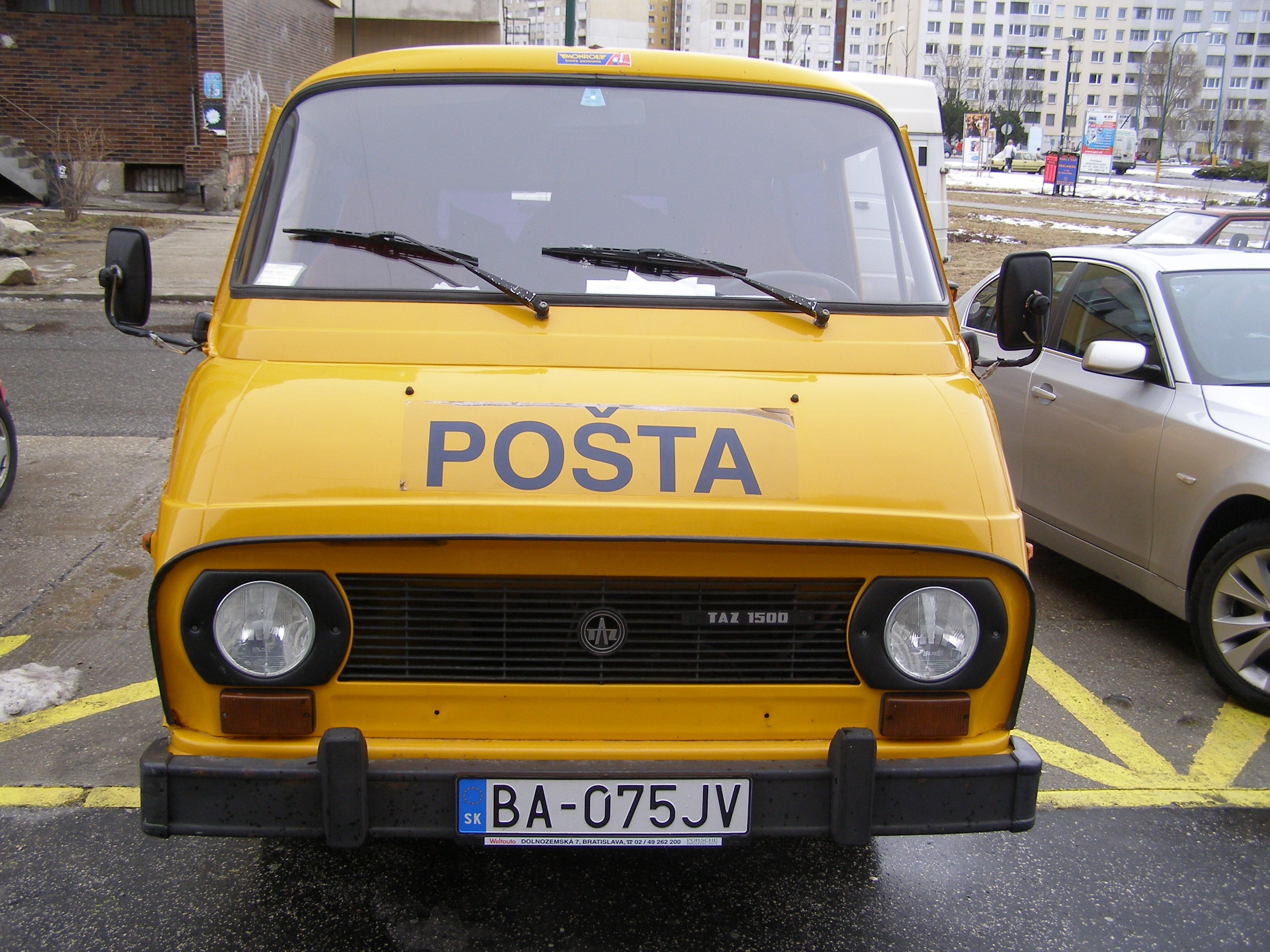
TAZ 1500